# Баландин, Павел Александрович
Павел Александрович Баландин (14 [27] декабря 1912, Пензенская губерния — 15 сентября 1986, Москва) — советский скульптор, анималист.

## Биография
Павел Баландин родился 14 (27) декабря 1912 года в селе Вярвили Пензенской губернии. В возрасте трёх лет умерла его мать. Воспитывался мачехой в строгости. Тяга к искусству проявилась у него с детства. Сначала он вырезал из бумаги петухов, а потом стал из глины их и других животных. В подростковом возрасте попал на Волгу, жил «у людей», на которых батрачил. В 1925 году ушёл от хозяина в Саратов, бродяжничал. В итоге попал в московский детский дом в Марфине. Там он обучился грамоте.
Посещал самодеятельные кружки живописи, учился у специальных педагогов. В 1928 году поступил в Абрамцевские скульптурно-художественные мастерские, затем переехал в Богородское, где поступил в школу игрушечной артели. Там он вступил в комсомол.
В 1930—1933 годах учился в Московском художественно-промышленном училище им. М. И. Калинина у скульптора Б. Н. Ланге. С 1932 года работал в Москве в Институте художественной промышленности. У него появилась собственная мастерская. С 1935 года принимал участие в художественных выставках.

## Творчество
Павел Баландин начинал как скульптор-анималист. Изготовил ряд игрушек и бытовой скульптуры для артели «Богородский резчик». В 1934 году по заказу Всекохудожника он выполнил четыре небольшие композиции для гостиницы «Москва». Затем появились его скульптуры «Бык», «Лось», «Баран» и другие подобные. Выполненные в 1935 году первые монументальные произведения «Рысь» и «Тур» украсили ворота Московского зоопарка. На скульптурной выставке 1937 года были представлены его работы «Архар», «Борьба тигра с медведем» и «Весна».
По словам искусствоведа Марка Неймана, «Баландин в своём творчестве удачно синтезирует основательность зоолога, присущую Ватагину, и остроту характеристик, свойственную Ефимову». В его скульптурах проявляется горделивость и грация животного, стремительность движения. В содержательных композициях он стремился раскрыть поведение животного.
В 1937 году выполнил скульптуру быка для ВСХВ. По замыслу Баландина, скульптура должна была выражать достижения советского животноводства. Как отмечал Нейман, «бык получился великолепным, он поражает своим могучим сложением, декоративной красотой своих форм».
Во второй половине 1930-х годов Павел Баландин расширил рамки своего творчества, выходя за пределы анимализма. Появились композиции «Пограничник на коне», «Дозор» и «Последний басмач».
Умер в Москве 15 сентября 1986 года (согласно надписи на надгробии — 14 сентября). Похоронен на Востряковском кладбище.

## Работы
- Чапаев (бетон, 1933)[1]
- Зоопарк (дерево, 1934)[1]
- Лобан (дерево, 1935; вариант из бронзы в Калужский музей изобразительных искусств)[1]
- Архар (гипс, 1937; дерево, Третьяковская галерея)[1]
- Лоси (дерево, 1940, Третьяковская галерея)[1]
- Лев (дерево, 1945, Самарский областной художественный музей)[1]
- Октябрь 1917 г. (гипс, 1947, Государственный центральный музей современной истории России)[1]
- Пионер с жеребёнком (фарфор, 1947, Музей керамики и «Усадьба Кусково XVIII века»)
- Олень (фарфор, 1947, Музей керамики и «Усадьба Кусково XVIII века»)
- Захват фашистского знамени (дерево, 1949)[1]
- Пограничник с собакой (бетон, 1953, ВДНХ)[1]
- Почта пришла (дерево, 1959)[1]
- Пугачёв на коне (гипс, 1961)[1]
- Зубр (дерево, 1962)[1]
- В. И. Ленин (металл, 1963)[1]
- Белый медведь (Сергиево-Посадский государственный историко-художественный музей-заповедник)[1]
- Лежащий тигр" (пресс-папье)[1]
- Чапаев на коне[1]
- Дозор (чугун, 1939. Пермская государственная художественная галерея)https://permartmuseum.ru/search?key=%D0%B1%D0%B0%D0%BB%D0%B0%D0%BD%D0%B4%D0%B8%D0%BD+

## Память
В 1966 году скульптор Е. П. Блинова выполнила портрет П. А. Баландина (гипс).